# Vallée Antigorio
La vallée Antigorio (en italien Valle Antigorio) est l'une des sept vallées latérales principales du val d'Ossola (province du Verbano-Cusio-Ossola).

## Géographie

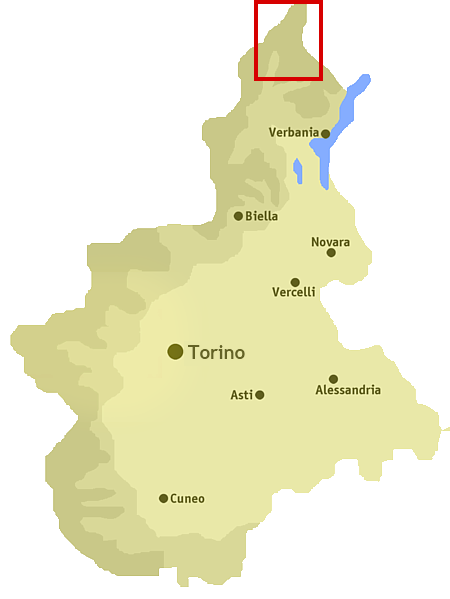
Situation de la vallée Antigorio dans le Piémont.

La rivière Toce, un confluent du bassin du Pô, la traverse. La vallée, orientée nord-sud, débute à Oira et s’étant sur les communes de Crodo, Baceno et Premia. Au-delà de Foppiano, dernier hameau de la vallée, et d'un verrou glaciaire, s'étire au nord le val Formazza.
À Baceno, au-dessous des gorges d'Uriezzo, le val Devero, dans lequel se trouve le Parco naturale dell'Alpe Veglia e dell'Alpe Devero rejoint la vallée.
La vallée sépare les Alpes pennines des Alpes lépontines.

## Économie
L’activité principale est l’extraction des pierres locales, le serizzo.
Crodo est un centre thermal qui produit entre autres l’apéritif sans alcool Crodino. À Premia un centre du cures thermales provenant d’une source naturelle d’eau chaude se développe.
L’église monumentale de Baceno et le village  walser de Salecchio (1 320 m d'altitude) sont les autres attraits touristiques de la vallée.